# Zugangssoftware
Unter Zugangssoftware versteht man Computerprogramme, die von Providern zur Verfügung gestellt werden, um ihren Kunden bequemen Zugang zu ihren Einwahlpunkten zu ermöglichen.
Meist sind solche Programme nur unter dem Betriebssystem Microsoft Windows lauffähig und erlauben ausschließlich den Zugang zu dem Provider, der die Software zur Verfügung stellt.
Ein prominentes Beispiel für Zugangssoftware stellen die vom Provider AOL im Gießkannenverfahren unter die Leute gebrachten CD-ROMs dar. (Siehe dazu auch das Projekt  No more AOL CDs)
Auch manche Dialer tarnen sich als Zugangssoftware.